# Copa do Mundo FIFA de 2018 – Grupo H

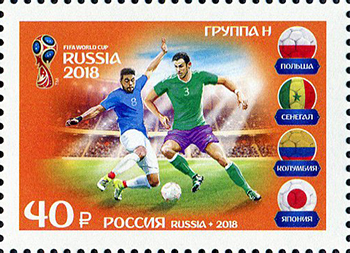
Selo russo de 2018 ilustrando as seleções do Grupo H

O Grupo H da Copa do Mundo FIFA de 2018, a vigésima primeira edição do torneio de futebol organizado pela Federação Internacional de Futebol (FIFA) e que ocorreu na Rússia, reuniu as seleções da Polónia, do Senegal, da Colômbia e do Japão. Seis das doze cidades-sede do torneio abrigaram jogos do grupo. A primeira partida, aconteceu em 19 de junho com a seleção colombiana enfrentando o Japão, resultando na vitória japonesa. Os dois melhores colocados do grupo avançaram as oitavas de final.

## Equipes
| Inscrição            | Equipe   | Confederação | Método de qualificação    | Data de qualificação  | Aparições em Copas | Última participação | Melhor resultado              | Ranking da FIFA |
| Inscrição            | Equipe   | Confederação | Método de qualificação    | Data de qualificação  | Aparições em Copas | Última participação | Melhor resultado              | outubro de 2017 |
| -------------------- | -------- | ------------ | ------------------------- | --------------------- | ------------------ | ------------------- | ----------------------------- | --------------- |
| A1 (cabeça-de-chave) | Polónia  | UEFA         | Vencedor do grupo E       | 8 de outubro de 2017  | 7                  | 2006                | Terceiro lugar (1974, 1982)   | 6º              |
| A2                   | Senegal  | CAF          | Vencedor do grupo D       | 10 de outubro de 2017 | 1                  | 2002                | Quartas de final (2002)       | 32º             |
| A3                   | Colômbia | CONMEBOL     | 4° colocado na fase única | 10 de outubro de 2017 | 5                  | 2014                | Quartas de final (2014)       | 13º             |
| A4                   | Japão    | AFC          | Vencedor do grupo B       | 31 de agosto de 2017  | 6                  | 2014                | Oitavas de final (2002, 2010) | 44º             |

## Encontros anteriores em Copas do Mundo
- Colômbia x Japão:
  - 2014, fase de grupos: Japão 1–4 Colômbia
- Polónia x Senegal: Nenhum encontro
- Japão x Senegal: Nenhum encontro
- Polónia x Colômbia: Nenhum encontro
- Senegal x Colômbia: Nenhum encontro
- Japão x Polónia: Nenhum encontro

## Classificação
| Legenda                                                         |
| --------------------------------------------------------------- |
| Primeiro e segundo colocados do grupo avançam para a fase final |

| Pos | Equipe   | Pts | J | V | E | D | GP | GC | SG | Classificado      |
| --- | -------- | --- | - | - | - | - | -- | -- | -- | ----------------- |
| 1   | Colômbia | 6   | 3 | 2 | 0 | 1 | 5  | 2  | +3 | Fase eliminatória |
| 2   | Japão    | 4   | 3 | 1 | 1 | 1 | 4  | 4  | 0  | Fase eliminatória |
| 3   | Senegal  | 4   | 3 | 1 | 1 | 1 | 4  | 4  | 0  | Eliminado         |
| 4   | Polónia  | 3   | 3 | 1 | 0 | 2 | 2  | 5  | −3 | Eliminado         |

1. 1 2  Pontos de fair play: Japão –4, Senegal –6.

## Partidas

### Colômbia vs. Japão
| 19 de junho   | Colômbia     | 1 – 2     | Japão                       | Arena Mordovia, Saransk                    |
| 15:00 (UTC+3) | Quintero 39' | Relatório | Kagawa 6' (pen) · Osako 73' | Público: 40 842 Árbitro: SVN Damir Skomina |

| Colômbia | Japão |

| G              | 1  | David Ospina     |     |     |
| LD             | 4  | Santiago Arias   |     |     |
| Z              | 23 | Davinson Sánchez |     |     |
| Z              | 3  | Óscar Murillo    |     |     |
| LE             | 17 | Johan Mojica     |     |     |
| V              | 6  | Carlos Sánchez   | 3'  |     |
| V              | 16 | Jefferson Lerma  |     |     |
| M              | 11 | Juan Cuadrado    |     | 31' |
| M              | 20 | Juan Quintero    |     | 59' |
| M              | 21 | José Izquierdo   |     | 70' |
| A              | 9  | Radamel Falcao   |     |     |
| Substituições: |    |                  |     |     |
| M              | 5  | Wilmar Barrios   | 64' | 31' |
| M              | 10 | James Rodríguez  | 86' | 59' |
| A              | 7  | Carlos Bacca     |     | 70' |
| Treinador:     |    |                  |     |     |
| José Pékerman  |    |                  |     |     |

| G              | 1  | Eiji Kawashima   | 90+4' |     |
| LD             | 19 | Hiroki Sakai     |       |     |
| Z              | 22 | Maya Yoshida     |       |     |
| Z              | 3  | Gen Shoji        |       |     |
| LE             | 5  | Yuto Nagatomo    |       |     |
| V              | 17 | Makoto Hasebe    |       |     |
| V              | 7  | Gaku Shibasaki   |       | 80' |
| M              | 8  | Genki Haraguchi  |       |     |
| M              | 10 | Shinji Kagawa    |       | 70' |
| M              | 14 | Takashi Inui     |       |     |
| A              | 15 | Yuya Osako       |       | 85' |
| Substituições: |    |                  |       |     |
| M              | 4  | Keisuke Honda    |       | 70' |
| M              | 16 | Hotaru Yamaguchi |       | 80' |
| A              | 9  | Shinji Okazaki   |       | 85' |
| Manager:       |    |                  |       |     |
| Akira Nishino  |    |                  |       |     |

| Homem do Jogo: Yuya Osako Bandeirinhas: Jure Praprotnik Robert Vukan Quarto árbitro: Mehdi Abid Charef Quinto árbitro: Anouar Hmila Árbitro assistente de vídeo: Danny Makkelie Árbitros assistentes de árbitro de vídeo: Bastian Dankert Sander van Roekel Felix Zwayer |

### Polónia vs. Senegal
| 19 de junho   | Polónia        | 1 – 2     | Senegal                       | Arena Otkrytie, Moscou                       |
| 18:00 (UTC+3) | Krychowiak 86' | Relatório | Cionek 37' (g.c.) · Niang 60' | Público: 44 190 Árbitro: BHR Nawaf Shukralla |

| Polónia | Senegal |

| G              | 1  | Wojciech Szczęsny    |     |     |
| LD             | 20 | Łukasz Piszczek      |     | 83' |
| Z              | 4  | Thiago Cionek        |     |     |
| Z              | 2  | Michał Pazdan        |     |     |
| LE             | 13 | Maciej Rybus         |     |     |
| V              | 10 | Grzegorz Krychowiak  | 12' |     |
| V              | 19 | Piotr Zieliński      |     |     |
| M              | 16 | Jakub Błaszczykowski |     | 46' |
| M              | 7  | Arkadiusz Milik      |     | 73' |
| M              | 11 | Kamil Grosicki       |     |     |
| A              | 9  | Robert Lewandowski   |     |     |
| Substituições: |    |                      |     |     |
| Z              | 5  | Jan Bednarek         |     | 46' |
| A              | 23 | Dawid Kownacki       |     | 73' |
| LD             | 18 | Bartosz Bereszyński  |     | 83' |
| Treinador:     |    |                      |     |     |
| Adam Nawałka   |    |                      |     |     |

| G              | 16 | Khadim N'Diaye    |     |     |
| LD             | 22 | Moussa Wagué      |     |     |
| Z              | 3  | Kalidou Koulibaly |     |     |
| Z              | 6  | Salif Sané        | 49' |     |
| LE             | 12 | Youssouf Sabaly   |     |     |
| M              | 10 | Sadio Mané        |     |     |
| M              | 13 | Alfred N'Diaye    |     | 87' |
| M              | 5  | Idrissa Gueye     | 72' |     |
| M              | 18 | Ismaïla Sarr      |     |     |
| A              | 9  | Mame Biram Diouf  |     | 62' |
| A              | 19 | M'Baye Niang      |     | 75' |
| Substituições: |    |                   |     |     |
| M              | 11 | Cheikh N'Doye     |     | 62' |
| A              | 14 | Moussa Konaté     |     | 75' |
| M              | 8  | Cheikhou Kouyaté  |     | 87' |
| Treinador:     |    |                   |     |     |
| Aliou Cissé    |    |                   |     |     |

| Homem do Jogo: M'Baye Niang Bandeirinhas: Yaser Tulefat Taleb Al Maari Quarto árbitro: Abdulrahman Al-Jassim Quinto árbitro: Mohamed Al Hammadi Árbitro assistente de vídeo: Artur Soares Dias Árbitros assistentes de árbitro de vídeo: Tiago Martins Hernán Maidana Wilton Pereira Sampaio |

### Japão vs. Senegal
| 24 de junho   | Japão                | 2 – 2     | Senegal              | Estádio Central, Ecaterimburgo               |
| 20:00 (UTC+5) | Inui 34' · Honda 78' | Relatório | Mané 11' · Wagué 71' | Público: 32 572 Árbitro: ITA Gianluca Rocchi |

| Japão | Senegal |

| G              | 1  | Eiji Kawashima  |       |     |
| LD             | 19 | Hiroki Sakai    |       |     |
| Z              | 22 | Maya Yoshida    |       |     |
| Z              | 3  | Gen Shoji       |       |     |
| LE             | 5  | Yuto Nagatomo   |       |     |
| V              | 17 | Makoto Hasebe   | 90+4' |     |
| V              | 7  | Gaku Shibasaki  |       |     |
| M              | 8  | Genki Haraguchi |       | 75' |
| M              | 10 | Shinji Kagawa   |       | 72' |
| M              | 14 | Takashi Inui    | 68'   | 87' |
| A              | 15 | Yuya Osako      |       |     |
| Substituições: |    |                 |       |     |
| M              | 4  | Keisuke Honda   |       | 72' |
| A              | 9  | Shinji Okazaki  |       | 75' |
| M              | 11 | Takashi Usami   |       | 87' |
| Treinador:     |    |                 |       |     |
| Akira Nishino  |    |                 |       |     |

| G              | 16 | Khadim N'Diaye    |       |     |
| LD             | 12 | Youssouf Sabaly   | 90'   |     |
| Z              | 3  | Kalidou Koulibaly |       |     |
| Z              | 6  | Salif Sané        |       |     |
| LE             | 22 | Moussa Wagué      |       |     |
| M              | 13 | Alfred N'Diaye    |       | 65' |
| M              | 17 | Badou NDiaye      |       | 81' |
| M              | 5  | Idrissa Gueye     |       |     |
| A              | 18 | Ismaïla Sarr      |       |     |
| A              | 19 | M'Baye Niang      | 59'   | 86' |
| A              | 10 | Sadio Mané        |       |     |
| Substituições: |    |                   |       |     |
| M              | 8  | Cheikhou Kouyaté  |       | 65' |
| M              | 11 | Cheikh N'Doye     | 90+1' | 81' |
| A              | 9  | Mame Biram Diouf  |       | 86' |
| Treinador:     |    |                   |       |     |
| Aliou Cissé    |    |                   |       |     |

| Homem do Jogo: Sadio Mané Bandeirinhas: Elenito Di Liberatore Mauro Tonolini Quarto árbitro: Abdulrahman Al-Jassim Quinto árbitro: Taleb Al-Marri Árbitro assistente de vídeo: Massimiliano Irrati Árbitros assistentes de árbitro de vídeo: Tiago Martins Hernán Maidana Paolo Valeri |

### Polónia vs. Colômbia
| 24 de junho   | Polónia | 0 – 3     | Colômbia                             | Arena Kazan, Cazã                        |
| 21:00 (UTC+3) |         | Relatório | Mina 40' · Falcao 70' · Cuadrado 75' | Público: 42 873 Árbitro: MEX César Ramos |

| Polónia | Colômbia |

| G              | 1  | Wojciech Szczęsny   |     |     |
| Z              | 20 | Łukasz Piszczek     |     |     |
| Z              | 5  | Jan Bednarek        | 61' |     |
| Z              | 2  | Michał Pazdan       |     | 80' |
| M              | 18 | Bartosz Bereszyński |     | 72' |
| M              | 10 | Grzegorz Krychowiak |     |     |
| M              | 6  | Jacek Góralski      | 85' |     |
| M              | 13 | Maciej Rybus        |     |     |
| A              | 19 | Piotr Zieliński     |     |     |
| A              | 9  | Robert Lewandowski  |     |     |
| A              | 23 | Dawid Kownacki      |     | 57' |
| Substituições: |    |                     |     |     |
| M              | 11 | Kamil Grosicki      |     | 57' |
| A              | 14 | Łukasz Teodorczyk   |     | 72' |
| Z              | 15 | Kamil Glik          |     | 80' |
| Treinador:     |    |                     |     |     |
| Adam Nawałka   |    |                     |     |     |

| G              | 1  | David Ospina     |  |     |
| LD             | 4  | Santiago Arias   |  |     |
| Z              | 23 | Davinson Sánchez |  |     |
| Z              | 13 | Yerry Mina       |  |     |
| LE             | 17 | Johan Mojica     |  |     |
| V              | 8  | Abel Aguilar     |  | 32' |
| V              | 5  | Wilmar Barrios   |  |     |
| M              | 11 | Juan Cuadrado    |  |     |
| M              | 20 | Juan Quintero    |  | 73' |
| M              | 10 | James Rodríguez  |  |     |
| A              | 9  | Falcao García    |  | 78' |
| Substituições: |    |                  |  |     |
| M              | 15 | Mateus Uribe     |  | 32' |
| M              | 16 | Jefferson Lerma  |  | 73' |
| A              | 7  | Carlos Bacca     |  | 78' |
| Treinador:     |    |                  |  |     |
| José Pékerman  |    |                  |  |     |

| Homem do Jogo: James Rodríguez Bandeirinhas: Marvin Torrentera Miguel Hernandez Quarto árbitro: Julio Bascuñán Quinto árbitro: Christian Schiemann Árbitro assistente de vídeo: Mauro Vigliano Árbitros assistentes de árbitro de vídeo: Gery Vargas Roberto Perez Daniele Orsato |

### Senegal vs. Colômbia
| 28 de junho   | Senegal | 0 – 1     | Colômbia | Estádio de Samara, Samara                  |
| 18:00 (UTC+4) |         | Relatório | Mina 74' | Público: 41 970 Árbitro: SRB Milorad Mažić |

| Senegal | Colômbia |

| G              | 16 | Khadim N'Diaye    |     |     |
| LD             | 21 | Lamine Gassama    |     |     |
| Z              | 6  | Salif Sané        |     |     |
| Z              | 3  | Kalidou Koulibaly |     |     |
| LE             | 12 | Youssouf Sabaly   |     | 74' |
| M              | 18 | Ismaïla Sarr      |     |     |
| M              | 8  | Cheikhou Kouyaté  |     |     |
| M              | 5  | Idrissa Gueye     |     |     |
| M              | 10 | Sadio Mané        |     |     |
| A              | 20 | Keita Baldé       |     | 80' |
| A              | 19 | M'Baye Niang      | 51' | 86' |
| Substituições: |    |                   |     |     |
| Z              | 22 | Moussa Wagué      |     | 74' |
| M              | 14 | Moussa Konaté     |     | 80' |
| M              | 15 | Diafra Sakho      |     | 86' |
| Treinador:     |    |                   |     |     |
| Aliou Cissé    |    |                   |     |     |

| G              | 1  | David Ospina     |     |     |
| LD             | 4  | Santiago Arias   |     |     |
| Z              | 23 | Davinson Sánchez |     |     |
| Z              | 13 | Yerry Mina       |     |     |
| LE             | 17 | Johan Mojica     | 45' |     |
| V              | 15 | Mateus Uribe     |     | 83' |
| V              | 6  | Carlos Sánchez   |     |     |
| M              | 11 | Juan Cuadrado    |     |     |
| M              | 20 | Juan Quintero    |     |     |
| M              | 10 | James Rodríguez  |     | 31' |
| A              | 9  | Radamel Falcao   |     | 89' |
| Substituições: |    |                  |     |     |
| M              | 14 | Luis Muriel      |     | 31' |
| M              | 16 | Jefferson Lerma  |     | 83' |
| M              | 19 | Miguel Borja     |     | 89' |
| Treinador:     |    |                  |     |     |
| José Pékerman  |    |                  |     |     |

| Homem do Jogo: Yerry Mina Bandeirinhas: Milovan Ristić Dalibor Đurđević Quatro árbitro: Bamlak Tessema Weyesa Quinto árbitro: Hasan Al Mahri Árbitro assistente de vídeo: Danny Makkelie Árbitros assistentes de árbitro de vídeo: Bastian Dankert Elenito Di Liberatore Gianluca Rocchi |

### Japão vs. Polónia
| 28 de junho   | Japão | 0 – 1     | Polónia      | Arena Volgogrado, Volgogrado               |
| 17:00 (UTC+3) |       | Relatório | Bednarek 59' | Público: 42 189 Árbitro: ZAM Janny Sikazwe |

| Japão | Polónia |

| G              | 1  | Eiji Kawashima   |     |     |
| LD             | 19 | Hiroki Sakai     |     |     |
| Z              | 22 | Maya Yoshida     |     |     |
| Z              | 20 | Tomoaki Makino   | 66' |     |
| LE             | 5  | Yuto Nagatomo    |     |     |
| V              | 16 | Hotaru Yamaguchi |     |     |
| V              | 7  | Gaku Shibasaki   |     |     |
| M              | 21 | Gotoku Sakai     |     |     |
| M              | 9  | Shinji Okazaki   |     | 47' |
| M              | 11 | Takashi Usami    |     | 65' |
| A              | 13 | Yoshinori Muto   |     | 82' |
| Substituições: |    |                  |     |     |
| M              | 15 | Yuya Osako       |     | 47' |
| M              | 14 | Takashi Inui     |     | 65' |
| M              | 17 | Makoto Hasebe    |     | 82' |
| Treinador:     |    |                  |     |     |
| Akira Nishino  |    |                  |     |     |

| G              | 22 | Łukasz Fabiański    |  |     |
| Z              | 18 | Bartosz Bereszyński |  |     |
| Z              | 15 | Kamil Glik          |  |     |
| Z              | 5  | Jan Bednarek        |  |     |
| M              | 21 | Rafał Kurzawa       |  | 79' |
| M              | 10 | Grzegorz Krychowiak |  |     |
| M              | 6  | Jacek Góralski      |  |     |
| M              | 3  | Artur Jędrzejczyk   |  |     |
| PD             | 19 | Piotr Zieliński     |  | 79' |
| A              | 9  | Robert Lewandowski  |  |     |
| PE             | 11 | Kamil Grosicki      |  |     |
| Substituições: |    |                     |  |     |
| M              | 14 | Łukasz Teodorczyk   |  | 79' |
| M              | 17 | Sławomir Peszko     |  | 79' |
| Treinador:     |    |                     |  |     |
| Adam Nawałka   |    |                     |  |     |

| Homem do Jogo: Jan Bednarek Bandeirinhas: Jerson Emiliano dos Santos Zakhele Thusi Siwela Quatro árbitro: Ricardo Montero Quinto árbitro: Juan Carlos Mora Árbitro assistente de vídeo: Daniele Orsato Árbitros assistentes de árbitro de vídeo: Gery Vargas Carlos Astroza Paolo Valeri |

## Disciplina
Os pontos por fair play são usados como critério de desempate se duas equipes terminem empatadas em todos os demais critérios de desempate. Estes foram calculados com base nos cartões amarelos e vermelhos recebidos em todas as partidas do grupo da seguinte forma:
- primeiro cartão amarelo: menos 1 ponto;
- cartão vermelho indireto (segundo cartão amarelo): menos 3 pontos;
- cartão vermelho direto: menos 4 pontos;
- cartão amarelo e cartão vermelho direto: menos 5 pontos;

Apenas uma das deduções acima seria aplicada a um jogador em uma única partida.
| Seleção  | Jogo 1                        | Jogo 1                            | Jogo 1  | Jogo 1               | Jogo 2                        | Jogo 2                            | Jogo 2  | Jogo 2               | Jogo 3                        | Jogo 3                            | Jogo 3  | Jogo 3               | Pontos |
| Seleção  | Penalizado com cartão amarelo | Penalizado · Penalizado · Expulso | Expulso | Penalizado · Expulso | Penalizado com cartão amarelo | Penalizado · Penalizado · Expulso | Expulso | Penalizado · Expulso | Penalizado com cartão amarelo | Penalizado · Penalizado · Expulso | Expulso | Penalizado · Expulso | Pontos |
| -------- | ----------------------------- | --------------------------------- | ------- | -------------------- | ----------------------------- | --------------------------------- | ------- | -------------------- | ----------------------------- | --------------------------------- | ------- | -------------------- | ------ |
| Polónia  | 1                             |                                   |         |                      | 2                             |                                   |         |                      |                               |                                   |         |                      | −3     |
| Japão    | 1                             |                                   |         |                      | 2                             |                                   |         |                      | 1                             |                                   |         |                      | −4     |
| Senegal  | 2                             |                                   |         |                      | 3                             |                                   |         |                      | 1                             |                                   |         |                      | −6     |
| Colômbia | 2                             |                                   | 1       |                      |                               |                                   |         |                      | 1                             |                                   |         |                      | −7     |